# Fria staden Danzig
Fria staden Danzig (även Fristaten Danzig,) var en autonom så kallad fri stad/fristat (tyska: Freie Stadt, polska: wolne miasto) från 1920 till 1939. Staden gränsade till Polen och den tyska exklaven Ostpreussen.

## Geografi

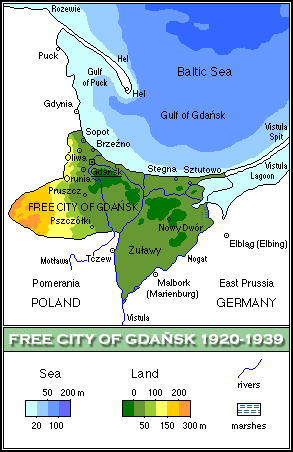
Karta över Fristaden Danzig

Fria staden Danzig bildades den 15 november 1920 i enlighet med villkoren i Versaillesfreden. Fristaten utgjordes av hamnstaden Danzig och drygt tvåhundra mindre städer och byar. Enligt Nationernas förbund skulle fristaten vara åtskild från Tyskland.
Fristaten utgjordes, förutom av själva staden Danzig, av dennas närmaste omnejd, nämligen dels kuststräckan nordväst om staden upp till ett stycke norr om badorten Zoppot, dels ett stycke uppland söder om staden, dels största delen av Weichsels deltaområde söder om den till Polen hörande staden Dirschau.
Fristaten hade 356 740 invånare (1919), varav 93 procent var tyskar. De viktigaste orterna inom området var, förutom staden Danzig, Zoppot, Ohra, Oliva, Tiegenhof och Neuteich. Fristaten var administrativt delad i fem kretsar.

## Näringsliv

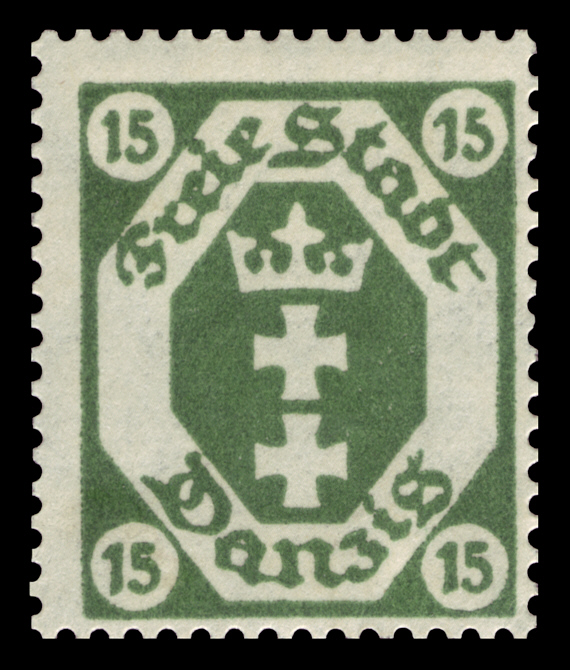
Frimärke från Fria staden Danzig 1921.

Före kriget stod utförseln av spannmål, mest från Polen och Ryssland. Efter första världskriget hade spannmål för Danzigs och Polens behov måst införas och trävaror blivit främsta exportartikel, medan importen, utom av amerikansk spannmål, huvudsakligen utgjorts av mjöl, kolonialvaror, sill och engelskt kol. Sockerutförseln, som 1913 uppgick till 225 170 ton, var efter kriget obetydlig. Danzigs handelsflotta räknade 1921, förutom fiskekuttrar, 68 fartyg om 93 575 ton.
Industrin i Danzig gick senare framåt, särskilt träförädlingsindustrin, vagntillverkningen och den kemiska industrin. Hantverket omfattade 3 626 företag med 3 019 gesäller och 2 970 lärlingar och räknade på god marknad i det hantverksfattiga Polen.
Jordbruket spelade en underordnad roll i jämförelse med handel och industri, boskapsskötseln på de fruktbara strandängarna var dock rätt betydande; skogarna ha en utsträckning av 16 645 hektar (varav dock en hel del mager sanddynsskog), deras årsproduktion täckte blott en tiondel av Danzigs eget behov.

## Författning och historia
Efter första världskriget presenterade den amerikanske presidenten Woodrow Wilson "14 punkter" där han bland annat lovade Polen "fritt och säkert tillträde till havet". På Pariskonferensen la därför en kommitté för polska ärenden fram förslag till gränser för Andra polska republiken, där Danzig med omnejd tilldelades den nya polska staten som dess naturliga hamn. Förslaget mötte starkt motstånd från Storbritannien. Resultatet blev en kompromiss, där Tyskland skulle avträda Danzig med närområde till de allierade, samtidigt som de allierade förklarade det avträdda området för en fri stad under beskydd av Nationernas förbund. Polens intressen i Danzig skulle tillgodoses genom ett fördrag mellan Polen och Danzig. Fördraget huvudinnehåll fanns summariskt reglerat i Versaillestraktaten (artikel 104).
Polen garanterades en fri zon i hamnen samt att Danzig skulle ingå i det polska tullområdet. Polen fick också rätt att fritt använda de vattenvägar, kajer och dockor, som var nödvändiga för Polens import och export, förvaltning av järnvägsnätet inom området samt av post-, telegraf- och telefontrafiken mellan Polen och Danzigs hamn. Polen skulle få arrendera eller köpa de tomter som krävdes för utveckling och förbättring av bland annat hamn- och järnvägsanläggningar. Danzig förbjöds att besluta om undantagsregler till skada för polska medborgare eller andra personer av polsk härstamning eller med polskt språk. Danzig överlät även till Polen att ansvara för Danzigs utrikesärenden, samtidigt som Polen förpliktigades att skydda och företräda Danzigs medborgare utomlands.
I Danzig skulle Nationernas förbund företrädas av en överkommissarie, med befogenhet att avgöra eventuella tvister mellan Danzig och Polen om tolkningen av fredsfördraget och andra tillhörande avtal. I samförstånd med överkommissarien skulle Danzigs författning utarbetas av valda representanter för den fria staden. Lagstiftningen skulle sedan garanteras av Nationernas förbund.
I enlighet med fredstraktaten valdes en "författningsgivande folkförsamling" i Danzig, som öppnades den 14 juni 1920. I Nationernas förbunds råd utsåg sir Reginald Tower till överenskommissarie, och i samverkan med hon utarbetade folkförsamlingen en författning, vilken antogs den 11 augusti och trädde i kraft den 15 november samma år. Danzig proklamerades då formellt som "fri stad" samtidigt som fördraget med Polen trädde i kraft.
Enligt författningen utgjordes Danzigs folkrepresentation, folkdagen (tyska: Volkstag), av 120 valda ledamöter, utsedda genom proportionella val med en mandatperiod om fyra år. Män och kvinnor över 20 år vsr röstberättigade, valbara var alla röstberättigade över 25 år. Folkdagen valde en styrande senat, bestående av en president, en vicepresident och 20 senatorer. Av senatorerna var sju (liksom presidenten) avlönade och departementschefer. Folkomröstning stadgades kunde begäras av en tiondedel av de röstberättigade. För ändring av författningen krävdes 2/3 majoritet i folkdagen samt godkännande från Nationernas förbund, som även förbehållit sig rätten att vid behov uppmana staden att vidta författningsändringar.
Enligt fördraget med Polen och Danzig företräddes Polen av en diplomatisk representant, som bland annat förmedlade Danzigs förbindelser med polska regeringen, bevakade de polska intressena och viserade pass. Frihamnen och vattenvägarna förvaltades av en hamnstyrelse med lika många danzigska och polska ledamöter (högst fem från vardera sidan) samt en opartisk ordförande som utsågs av parterna gemensamt. Om de inte kunde enas om en ordförande skulle posten utses av överkommissarien. Danzig fick inte ta upp utländska lån utan polskt samtycke. På platser som var särskilt viktiga för Danzigs handel fanns ombud för Danzig anställda vid de polska konsulaten.
Danzigs handelsflotta hade rätt att föra egen flagga. Danzig behöll tills vidare tysk valuta, men i fördraget med Polen stadgades att förhandlingar "i syfte att få till stånd ett enhetligt myntsystem" skulle inledas så snart som möjligt. Tullgemenskapen med Polen trädde i kraft i januari 1922.
Danzigs historia som fri stad kännetecknades huvudsakligen av ihärdigt motstånd mot Polens försök att vidga sina rättigheter i Danzig och främja dess förpolskning. Den författningsgivande folkförsamlingen förklarade sig den 6 december 1920 för folkdag (med mandat till 1923), och samma dag valdes Heinrich Sahm till senatens president. Sahm var den gamla staden Danzigs siste tyske överborgmästare, och därefter ordförande i det "statsråd" som tillsammans med överkommissarien var styrande myndighet i området i väntan på att den nya författningen utarbetade och trädde i kraft. Den nye överkommissarien sir Richard Haking (från januari 1921 till januari 1923) avgjorde ett flertal tvistefrågorna om konventionens tolkning än till Danzigs, än Polens fördel. Parterna överklagade ofta hans utslag  till Nationernas förbunds råd.
Inom Nationernas förbunds råd stödde det franska inflytandet i regel Polen, men senatspresidenten Sahm, som inför rådet förde Danzigs talan, lyckades i flera fall hindra ogynnsamma beslut och hävda Danzigs rätt som självständig och av Polen oberoende stat.  
I januari 1933 utnämndes Adolf Hitler till tysk rikskansler och nazisterna grep makten. Samma år övertog lokala nazister övertog styret över Danzig. I och med andra världskrigets utbrott den 1 september 1939 upphörde Fristaden Danzig att existera och inlemmades i Nazityskland. Danzig tillhörde det nyinrättade Reichsgau Danzig-Westpreussen, med Albert Forster som Gauleiter och riksståthållare.
| Nr                | Namn               | Utnämnd           | Avgick            | Parti             |
| Senatspresidenter | Senatspresidenter  | Senatspresidenter | Senatspresidenter | Senatspresidenter |
| ----------------- | ------------------ | ----------------- | ----------------- | ----------------- |
| 1                 | Heinrich Sahm      | 6 december 1920   | 10 januari 1931   | —                 |
| 2                 | Ernst Ziehm        | 10 januari 1931   | 20 juni 1933      | DNVP              |
| 3                 | Hermann Rauschning | 20 juni 1933      | 23 november 1934  | NSDAP             |
| 4                 | Arthur Greiser     | 23 november 1934  | 23 augusti 1939   | NSDAP             |
| Statspresident    |                    |                   |                   |                   |
| 5                 | Albert Forster     | 23 augusti 1939   | 1 september 1939  | NSDAP             |